# Jisca Kalvanda
Jisca Kalvanda, née le 15 juin 1994, est une actrice française.
Révélée dans le film Max et Lenny en 2014, pour lequel elle remporte le prix d'interprétation féminine du Festival international des jeunes réalisateurs de Saint-Jean-de-Luz, elle joue dans Divines en 2016.
Elle joue également au théâtre, notamment pour Pascal Rambert et Jean-François Sivadier.

## Filmographie

### Cinéma

#### Longs métrages
- 2014 : Max et Lenny de Fred Nicolas : Max
- 2016 : Divines de Houda Benyamina : Rebecca
- 2017 : Sage Femme de Martin Provost : la patiente Madame Werba
- 2017 : De toutes mes forces de Chad Chenouga et Christine Paillard : Zawady
- 2018 : Bonhomme de Marion Vernoux : Caro
- 2018 : Ma fille de Naidra Ayadi : la prostituée africaine
- 2019 : L'Ordre des médecins de David Roux : Caroline
- 2019 : Exfiltrés d'Emmanuel Hamon : Faustine
- 2022 : Les Femmes du square de Julien Rambaldi : Fatou

#### Courts métrages
- 2012 : Le Commencement de Guillaume Tordjman
- 2014 : Ghetto Child de Houda Benyamina et Guillaume Tordjman
- 2015 : Mi-temps d'Arnaud Pelca
- 2015 : La Boum de Julia Ferrari de Géraldine de Margerie :
- 2018 : Odol Gorri de Charlène Favier : Sandrine
- 2021 : Descente de Mehdi Fikri : Malinga
- 2022 : Trois silhouettes d'Alexandre Lança : Claire
- 2024 : Karateka de Florence Fauquet : Alix

### Télévision
- 2014 : Engrenages, créée par Alexandra Clert, saison 5, épisodes 8 et 10 de Frédéric Balekdjian, 11 et 12 de Nicolas Guicheteau (série) : Fatoumata
- 2014 : 3 x Manon de Jean-Xavier de Lestrade (mini-série) : Bintou
- 2020 : The Eddy de Jack Thorne, épisode 4 Jude réalisé par Houda Benyamina (série) : Habiba
- 2020 : Derby Girl de Nikola Lange et Charlotte Vecchiet (série) : Acid Cyprine
- 2021 : La Bonne conduite d'Arnaud Bedouët (téléfilm) : Mata
- 2024 : Carpe Diem, créée par Julien Guérif et Pierre Isoard (série) : Sigourney, associée de Tom

## Théâtre
- 2022 : Othello de William Shakespeare, mise en scène de Jean-François Sivadier (Emilia (en))

## Distinctions
- Festival international des jeunes réalisateurs de Saint-Jean-de-Luz 2014 : prix d'interprétation féminine pour Max et Lenny